# Vikramabahu de Senkadagala
Vikramabahu o Wikramabahu fou rei de Senkadagala (moderna Kandy) del 1473 al 1511. El seu nom complet era Senasammata i era membre de la casa reial, parent del rei (podria ser nebot de Bhuvaneka Bahu IV i net de Parakramabahu VI). Podria haver estat Bhuvaneka Bahu IV qui li hauria atorgat el govern de la regió però sota la seva alta autoritat amb títol de rei (raja) i, per tant, subordinat a Gampola (després a Kotte), però una altra teoria diu que potser fou aclamat per l'exèrcit i els caps locals.
Vikramabahu III hauria fundat Senkadagala (Senkadagalapura) en el tercer quart del segle xiv, prop del lloc d'una població anomenada Katabulu Nuwara (moderna Warapuluwa); el seu nom hauria estat agafat d'un bramin de nom Sekanda que vivia en una cova a la rodalia o be d'una reina anomenada Sekanda o be d'una pedra preciosa anomenada Senkadagala. De fet el nom de Kandy no fou conegut fins al segle xviii i li van donar els anglesos per abreujar el nom de la regió que es deia Kanda Uda Rata (Terra de Muntanyes). La regió tenia un màxim de cent mil habitants.
Jotiya Sitana, governador de Uda Rata, es va revoltar contra el rei Parakramabahu VI (1411-1466). La revolta fou sufocada i el govern d'Uda Rata fou concedit a un príncep de la dinastia de Gampola, el nom del qual no s'esmenta. Vers el 1473 el govern hauria estat concedit a Senasammata Vikramabahu que fou qui va establir un govern regional independent de Kotte (on regnava Bhuvaneka Bahu IV) i es va establir primer a Peradeniya i després a Senkadagala. No se sap segur quin parentiu tenia Senasammata amb el rei Bhuvaneka Bahu VI excepte per una referència que diu que fou un munuburu (net) de Parakrambahu VI, referència però que molts historiadors rebutgen. Abeyasinghe diu que Senasammata fou elevat al govern per l'exèrcit i els principals caps, ja que el nom ‘Senasammata’ vol dir "Aprovat per l'exèrcit", títol que mai havia estat emprat abans per cap governant. Abeyasinghe afegeig que les inscripcions a la pedra demostren que Senasammata estava sota obligació de l'exèrcit (en tot cas això no exclouria el parentiu indicat). Les inscripcions de la devale d'Alutnuvara i de Gadaladeniya indiquen que els grans caps, coneguts com a Bandares (singular Bandara), compartien l'autoritat amb Senasammata. En aquesta segona es dona el títol de Crakavarti. El Rajavaliya no l'esmenta pel nom sinó que li diu "Udarata rajakarana raju". En cap cas s'esmenta cap relació en Jotiya Sitana, el rebel d'uns anys abans.
Bhuvaneka Bahu el va derrotar i el va obligar a pagar tribut però després es va tornar a rebel·lar contra Dharma Parakramabahu IX, que igualment el va derrotar i el va fer tornar a l'obediència i pagar el tribut. No va poder emetre moneda i el rei Parakramabahu IX en una inscripció (sannasa) es declarava rei de Kotte, Kandy i Jaffna (trisinhala adhiswara). Somaratne diu que Senasammata fou un governant feudatari més que no un rei semi-independent i C. R. de Silva fa notar que Uda Rata era comparativament un territori política i militarment dèbil i generalment a la defensiva. Tot i així encara va fer un tercer intent de independència al pujar al tron Vijayabahu VII.
Wikramabahu va governar fins a la seva mort el 1511. Llavors el va succeir el seu fill Jaya Vira (Jayawira Astana).